# Audio Pro
Audio Pro är en svensk högtalartillverkare baserad i Helsingborg. Företaget grundades 1978 och har endast profilerat sig med exklusiva aktiva högtalare för hemanvändning. Audio Pro anpassade tidigt sina produkter till förändrade lyssnarbeteenden på 2000-talet, med smarta trådlösa högtalare och stöd för strömmande musik. Företaget har en stark marknadsställning i Sverige och Norden, och utökade mellan 2013 och 2018 sin globala verksamhet från 30 till 45 länder.
Bland Audio Pros produkter på senare år finns den populära Addon-serien, som inkluderar företagets första Bluetooth-högtalare Addon T10 (från 2013) och multiroomhögtalarna Addon C5 och C10 (från 2017). Högtalarna har fått flera utmärkelser, bland annat blev Addon T10 2013 års bästa trådlösa högtalare i tidningen Ljud & Bild, och de olika modellerna har regelbundet figurerat i What Hi-Fi? Awards kategori för trådlösa högtalare, bland annat 2015, 2016 och 2017.